# Ставрович, Дария Сергеевна
Да́рия Серге́евна Ставро́вич, также известная как Ну́ки (транслитерация первого псевдонима Nookie, до сих пор используемого за рубежом) (род. 1 февраля 1986, Вельск, Архангельская область) — российская певица, автор песен и композитор. С 2006 по 2024 год — вокалистка и соавтор песен альтернативной рок-группы «Слот», в составе которой приняла участие в записи девяти студийных альбомов. С 2013 года — вокалистка собственного проекта «Нуки», в рамках которого выпустила пять студийных альбомов. В 2016 году стала полуфиналисткой пятого сезона проекта «Голос».

## Биография и карьера

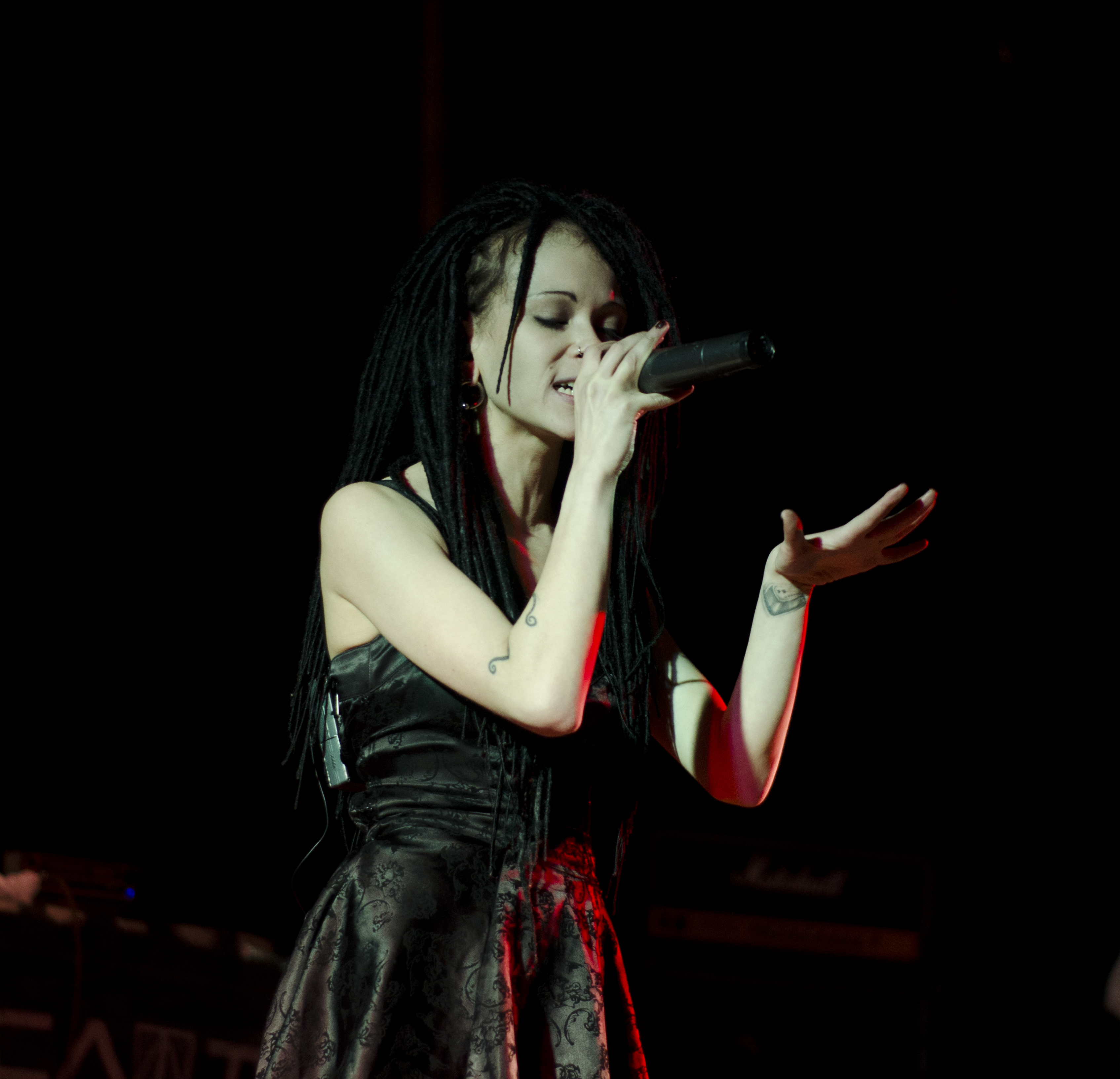
Дария Ставрович в 2013 году

Дария Сергеевна Ставрович родилась 1 февраля 1986 года в городе Вельск Архангельской области. Отец — хирург, у мамы музыкальное педагогическое образование. После окончания школы в Арзамасе училась в Нижегородском музыкальном училище.
В 2006 году Ставрович стала участницей альтернативной рок-группы «Слот». Совмещала работу в группе и учёбу в Институте Современного Искусства на факультете академического и эстрадно-джазового пения. В составе группы приняла участие в записи девяти студийных альбомов, включая переиздание альбома «2 войны» с её вокалом.
С 2013 года участвовала в международном музыкальном проекте Кирилла Немоляева «Forces United», в рамках которого записала девять песен. В «Forces United» также участвовали Максим Самосват, Константин Селезнёв, Пётр Елфимов, Дмитрий Скиданенко, Евгений Егоров, Яркко Ахола и ряд других известных музыкантов.
В 2014 году получила приз «Золотая нота» за «Лучший рок-вокал» от продюсерского центра Игоря Сандлера. Также заняла второе место по итогам голосования на портале «NewsMuz» в номинации «Лучшая исполнительница».
30 сентября 2016 года в эфире «Первого канала» был показан выпуск «слепых прослушиваний» пятого сезона шоу «Голос», в котором Ставрович исполнила песню «Zombie» ирландского рок-коллектива «The Cranberries». Она прошла в проект, попала в команду Григория Лепса и стала полуфиналисткой проекта.
В 2019 году Дария поддержала протесты своих архангельских земляков и выступила против строительства мусорной свалки на станции Ши́ес в Архангельской области.
В 2020 году Дария Ставрович стала лауреатом XIII премии «Чартова дюжина», победив в номинации «Солистка».
4 апреля 2024 года объявила об уходе из группы Слот.

### Формация НУКИ
В 2012 году Дария Ставрович начинает работу над сольным проектом, который она называет формацией «НУКИ». Официальной датой основания группы считается 29 апреля 2013 года — дата релиза первого студийного альбома «Живы!». На песни «Живы!», «Научи» и «Бойся», вошедшие в альбом, были сняты видеоклипы.
Сформировался постоянный состав группы, в который, помимо самой Дарии, вошли: гитарист Сергей «ID» Боголюбский, бас-гитарист Андрей Острав и барабанщик Александр Карпухин. В этом составе был записан и 19 мая 2015 года выпущен второй студийный альбом «Пыльца лунной бабочки». На песни «Иллюзия» и «Реальность», вошедшие в альбом, были сняты видеоклипы.
23 марта 2016 года вышел сингл «Танцуй, клоун, танцуй» и две композиции из первого альбома, «Пепел» и «Живы!», в новых версиях (Amanita Version).
В 2017 году вышел третий студийный альбом «Исключения», в который вошли синглы «Танцуй, клоун, танцуй» и «Мыпростоесть». На песни «Мыпростоесть» и «Продолжаем движение», вошедшие в альбом, были сняты видеоклипы.
В 2019 году на позиции бас-гитариста замена: место Андрея Острава занял Никита Муравьёв.
31 января 2020 вышел четвёртый студийный альбом «Волки смотрят в лес». На песни «Страна» и «Пищевая цепочка», вошедшие в альбом, были сняты видеоклипы. Песня «Вороны» из альбома впервые в истории проекта попала в ротацию «Нашего радио», а сам альбом стал победителем в номинации «Альбом» XIV премии «Чартова дюжина».
22 июля 2020 в прямом эфире на YouTube-канале проекта состоялся акустический концерт, который позже был выпущен под названием «Акустика (Live)».
2 сентября 2022 года состоялся релиз сборника «10 лет», в который, помимо лучших песен группы по версии слушателей, вошел новый трек — «Измерения».
8 октября 2022 в клубе УРБАН в Москве прошёл юбилейный концерт, посвящённый 10-летию проекта. Запись данного концерта легла в основу релиза «10 лет в космосе», вышедшего в 2023 году.
В 2023 году формация «НУКИ» стала победителем XVI премии «Чартова дюжина» в номинации «Side-проект».
5 апреля 2024 года, на следующий день после сообщения об уходе Дарии Ставрович из группы «Слот», было объявлено, что проект «НУКИ» продолжит существовать без Никиты Муравьёва и Сергея «ID» Боголюбского.
В майском стриме на Boosty Дария Ставрович объявила о дате выхода нового сингла формации «НУКИ» — 14 июня 2024 года. Сингл получил название «Саботаж». Песня «Саботаж» попала в хит-парады «Нашего Радио» и радио «Комсомольская правда». В хит-параде «Чартова дюжина», спустя восемь недель пребывания в чарте, песня вышла на 1 место.
В качестве гитариста группы был представлен Виктор Кучер, сотрудничавший с группой ранее на альбомах «Волки смотрят в лес» (трек «Деньги»), «Акустика (Live)» и в туре «Исключения».
В июне 2024 года в интервью на радио «Комсомольская правда» Дария Ставрович озвучила дальнейшие планы формации «НУКИ» — это выпуск второго сингла в августе и третьего в октябре, а затем выпуск нового альбома.
25 июля 2024 года было объявлено о старте краудфандинговой кампании на Planeta.ru по записи нового альбома — цель по сбору 2 миллионов рублей была выполнена за 2 дня и 10 часов.
9 августа 2024 года состоялся релиз второго сингла из нового альбома формации «НУКИ» — баллады «Спичка». На песню был снят видеоклип.
В сентябре 2024 года в стриме на Boosty было анонсировано, что 18 октября выйдет третий, заключительный сингл в преддверии выхода нового альбома. Песня получила название «Не нужны».
22 ноября 2024 года состоялся релиз пятого студийного альбома коллектива, который получил название «Терапия». Музыку ко всем композициям сочинил творческий тандем Ставрович-Кучер. Партию бас-гитары на альбоме исполнил сессионный музыкант Дмитрий Симонов. В преддверии релиза Дария посетила студию программы «Пропанк» на «Нашем радио», в рамках которой прозвучала радиопремьера песни «Зомби зомби».
20 декабря на YouTube состоялась премьера клипа на песню «Не нужны». В стриме на Boosty Дария Ставрович отметила данную видеоработу как лучшую из тех, что были сняты до этого за всю ее карьеру. Режиссером и художником клипа выступила Алина Бражникова.
7 февраля состоялась радиопремьера песни «Миллионы» в рамках хит-парада «Чартова Дюжина» на «Нашем радио».

### Другие проекты
Помимо участия в рок-группах, в активе Ставрович написание музыки для разных телевизионных и театральных проектов. Вместе с Сергеем «ID» Боголюбским они стали авторами музыки для церемоний открытия и закрытия Зимней Универсиады 2019. Среди театральных проектов: «Всё о Золушке» (Театр мюзикла, в соавторстве с Раймондом Паулсом), «Синяя синяя птица» (Театр наций) и «Чарльза Адамса, или Дом семи повешенных» (Мастерская Петра Фоменко). Также творческий дуэт Ставрович-Боголюбский является композиторами (а Дария — исполнительницей некоторых) песен к мультфильмам, среди которых «Ми-ми-мишки», «Сказочный патруль», «Бумажки», «Волшебный фонарь», «Четверо в кубе», «Лео и Тиг», «Кощей. Начало».

### Покушение
18 апреля 2014 года днём на Садовой улице Санкт-Петербурга возле кафе «Стокер», где должна была состояться автограф-сессия группы «Слот», на Ставрович было совершено покушение. 19-летний Дмитрий Кострюков, ещё до преступления угрожавший Ставрович смертельной расправой через социальные сети, нанёс ей несколько ножевых ранений в область шеи и кисти руки. Вокалист группы «Слот» Игорь «Кэш» Лобанов смог задержать преступника до прибытия полиции, поклонник Виталий при помощи подручных средств задерживал кровотечение до прибытия скорой помощи. К моменту прибытия скорой помощи Ставрович потеряла много крови и перенесла остановку сердца. По словам очевидцев нападения, увидев, что Ставрович заносят на носилках в машину скорой помощи, Кострюков произнёс: «Она ещё не умерла? Она не должна достаться никому!».
Ставрович с ножевыми ранениями шеи (были повреждены сосуды шеи, яремная вена и трахея) и кисти руки была госпитализирована в реанимацию Мариинской больницы в тяжёлом состоянии. В больнице ей были проведены операция на сосудах шеи и трахее и переливание крови. Ставрович быстро пошла на поправку, 28 апреля была выписана из больницы и вскоре вернулась к работе.
Дмитрий Кострюков заявил на допросе в полиции, что готовился к преступлению, изучал маршруты и выступления музыкантов группы «Слот». В результате расследования удалось выяснить, что Кострюков отправлял Ставрович множество электронных писем и сообщений, в том числе с угрозами, в некоторых из которых были слова «встретимся в другой жизни». По словам самой Ставрович, когда ей начали приходить эти письма, она не придала им значения, отправляла в «спам». Перед инцидентом один из поклонников группы «Слот» прислал скриншот в группу музыкантов в социальной сети, пытаясь предупредить о готовящемся покушении на Ставрович, но никто не воспринял эту информацию всерьёз. Впоследствии Кострюков был признан невменяемым, ему был поставлен диагноз «шизофрения», и он был помещён на лечение в психиатрическую лечебницу.

## Дискография

### В составе группы «Слот»

#### Студийные альбомы
- 2007 — 2 войны (переиздание)
- 2007 — Тринити
- 2009 — 4ever
- 2011 — F5
- 2011 — Break the Code
- 2013 — Шестой
- 2016 — Septima
- 2018 — 200 кВт
- 2021 — Инстинкт выживания

### Формация «НУКИ»

#### Студийные альбомы
| Название              | Информация                                                               |
| --------------------- | ------------------------------------------------------------------------ |
| Живы!                 | - Релиз: 28 апреля 2013 - Лейбл: M2BA - Формат: CD, цифровая дистрибуция |
| Пыльца лунной бабочки | - Релиз: 19 мая 2015 - Лейбл: M2BA - Формат: CD, цифровая дистрибуция    |
| Исключения            | - Релиз: 24 ноября 2017 - Лейбл: M2BA - Формат: CD, цифровая дистрибуция |
| Волки смотрят в лес   | - Релиз: 31 января 2020 - Лейбл: M2BA - Формат: CD, цифровая дистрибуция |
| Терапия               | - Релиз: 22 ноября 2024 - Лейбл: M2BA - Формат: CD, цифровая дистрибуция |

#### Мини-альбомы
| Название                                   | Информация                                                           |
| ------------------------------------------ | -------------------------------------------------------------------- |
| Ау                                         | - Релиз: 14 апреля 2017 - Лейбл: M2BA - Формат: цифровая дистрибуция |
| Акустика на случай зомби-апокалипсиса. Ч.1 | - Релиз: 28 марта 2025 - Лейбл: M2BA - Формат: цифровая дистрибуция  |

#### Сборники
| Название | Информация                                                                 |
| -------- | -------------------------------------------------------------------------- |
| 10 лет   | - Релиз: 2 сентября 2022 года - Лейбл: M2BA - Формат: цифровая дистрибуция |

#### Концертные альбомы
| Название         | Информация                                                                 |
| ---------------- | -------------------------------------------------------------------------- |
| Акустика (live)  | - Релиз: 11 сентября 2020 - Лейбл: M2BA - Формат: CD, цифровая дистрибуция |
| 10 лет в космосе | - Релиз: 7 апреля 2023 года - Лейбл: M2BA - Формат: цифровая дистрибуция   |

#### Синглы
| Название                | Альбом                | Год  |
| ----------------------- | --------------------- | ---- |
| «Бойся»                 | Живы!                 | 2012 |
| «Живы!»                 | Живы!                 | 2013 |
| «Научи»                 | Живы!                 | 2013 |
| «Иллюзия»               | Пыльца лунной бабочки | 2015 |
| «Реальность»            | Пыльца лунной бабочки | 2016 |
| «Танцуй, клоун, танцуй» | Исключения            | 2016 |
| «Мыпростоесть»          | Исключения            | 2016 |
| «Страна»                | Волки смотрят в лес   | 2019 |
| «Пищевая цепочка»       | Волки смотрят в лес   | 2020 |
| «Измерения»             | 10 лет (сборник)      | 2022 |
| «Саботаж»               | Терапия               | 2024 |
| «Спичка»                | Терапия               | 2024 |
| «Не нужны»              | Терапия               | 2024 |
| «Что от нас остаётся»   | внеальбомный сингл    | 2025 |

## Видеография
| Клип                  | Режиссёр                                                                                | Альбом                | Год  |
| --------------------- | --------------------------------------------------------------------------------------- | --------------------- | ---- |
| «Бойся»               | Михаил Емельянов                                                                        | Живы!                 | 2012 |
| «Живы!»               | Михаил Емельянов                                                                        | Живы!                 | 2013 |
| «Научи»               | Анна Гогичайшвили                                                                       | Живы!                 | 2013 |
| «Иллюзия»             | Илья Туз                                                                                | Пыльца лунной бабочки | 2015 |
| «Мыпростоесть»        | Константин Кукин                                                                        | Исключения            | 2016 |
| «Реальность»          | Илья Туз                                                                                | Пыльца лунной бабочки | 2017 |
| «Продолжаем движение» | Константин Кукин                                                                        | Исключения            | 2018 |
| «Страна»              | Константин Королёв                                                                      | Волки смотрят в лес   | 2019 |
| «Пищевая цепочка»     | Константин Королёв                                                                      | Волки смотрят в лес   | 2020 |
| «Спичка»              | Алина Бражникова, Дария Ставрович (идея), Константин Кукин, Александр Павликов (съемка) | Терапия               | 2024 |
| «Не нужны»            | Алина Бражникова, Николай Савичев (Съёмка)                                              | Терапия               | 2024 |
| «Катись»              | Lava Vision (продюсирование)                                                            | Терапия               | 2025 |